# Signalkuppe
Die Signalkuppe – italienisch Punta Gnifetti – ist ein 4554 m ü. M. hoher Gipfel im Monte-Rosa-Massiv der Walliser Alpen auf der Grenze zwischen dem Schweizer Kanton Wallis und der italienischen Provinz Vercelli.

## Hütte
Die Signalkuppe trägt auf ihrer italienischen Seite die höchste Schutzhütte der Alpen und damit das höchstgelegene Gebäude Europas, die Capanna Margherita (Capanna Osservatorio Regina Margherita), benannt nach der italienischen Königin Margarethe von Italien, die den Berg im August 1893 bestiegen hatte.

## Zustiege
- Aus Süden (Italien): Capanna Gnifetti 3647 m s.l.m., 4 h
- Aus Süden (Italien): Rifugio Città di Mantova 3498 m s.l.m., 4 h
- Aus Westen (Schweiz): Monte-Rosa-Hütte 2795 m ü. M., 6–7 h
- Nordwestflanke (Grenze) vom Colle Gnifetti (einfache Gletschertour)

Die Erstbesteigung der Signalkuppe erfolgte am 9. August 1842 durch Giovanni Gnifetti, Giovanni Giordani und sechs Begleiter.

## Lage
| \| \| |
|       |

Lage der Signalkuppe in den Walliser Alpen.